# Микитинський шлях
Мики́тинський шлях — тракт, закладений у XVIII столітті.
Починався від с. Мишурин Ріг від дніпровської переправи до Микитинської Січі (м. Нікополь). Проходив через Криворіжжя (села Жовте, Саксагань).